# ديف ماكينون
ديف ماكينون (بالإنجليزية: Dave MacKinnon)‏ هو لاعب كرة قدم بريطاني في مركز الدفاع، ولد في 23 مايو 1956 في غلاسكو في المملكة المتحدة. لعب مع نادي أردريونيانز ونادي أرسنال ونادي بارتيك ثيسل ونادي دندي ونادي رينجرز ونادي كيلمارنوك.